# Le Retail
Le Retail is een gemeente in het Franse departement Deux-Sèvres (regio Nouvelle-Aquitaine) en telt 309 inwoners (1999). De plaats maakt deel uit van het arrondissement Parthenay.

## Geografie
De oppervlakte van Le Retail bedraagt 14,8 km², de bevolkingsdichtheid is 20,9 inwoners per km².
De onderstaande kaart toont de ligging van Le Retail met de belangrijkste infrastructuur en aangrenzende gemeenten.

## Demografie
Onderstaande figuur toont het verloop van het inwonertal (bron: INSEE-tellingen).